# Adolf zu Dohna-Schlodien
Adolf Rudolf Christof comte zu Dohna-Schlodien (né le 30 janvier 1846 à Königsberg et mort le 6 août 1905 à Schlodien) est propriétaire d'un majorat et député du Reichstag.

## Biographie

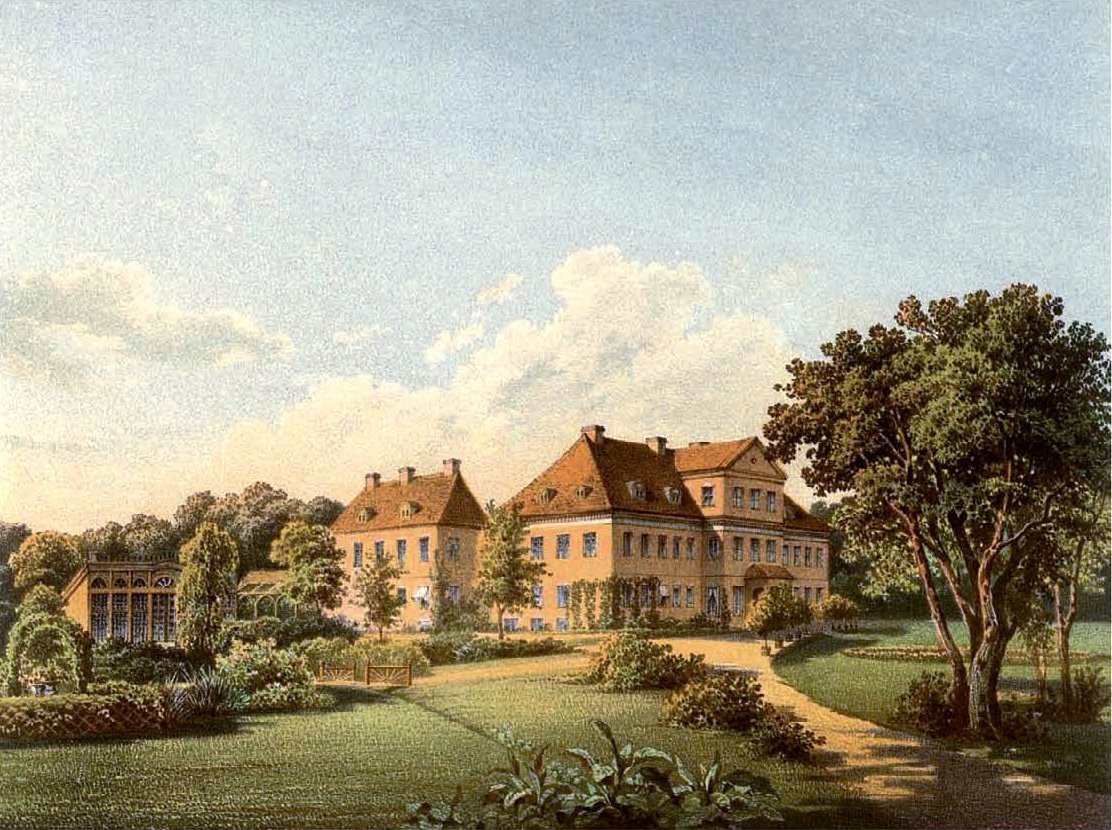
Château de Carwinden vers 1860, collection Alexander Duncker

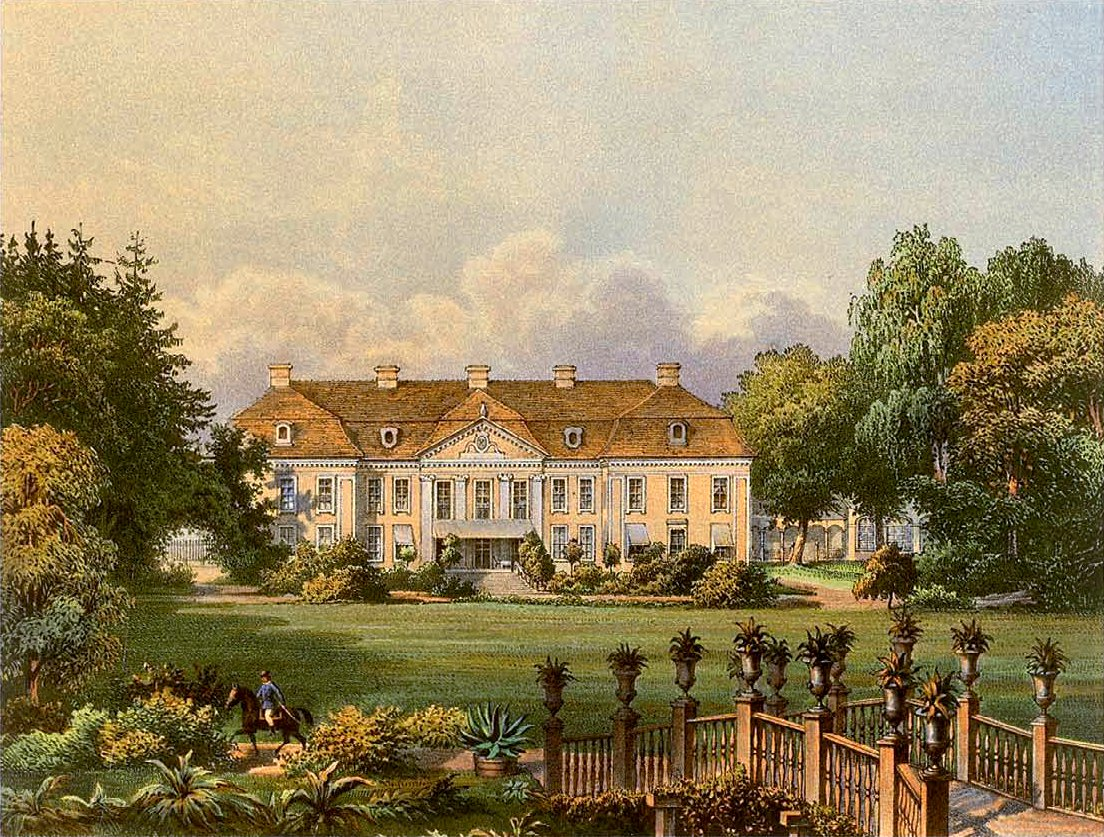
Château de Schlodien vers 1860, collection Alexander Duncker

Dohna-Schlodien suit des cours particuliers et étudie au lycée de Königsberg en Prusse-Orientale. Il participe aux guerres austro-prussienne et franco-prussienne. Il est entré en possession de la fidéicommis de Schlodien et Carimmern le 3 avril 1890. Il est également membre du conseil d'arrondissement et chef de bureau. Il est également chevalier de Justice de l'Ordre de Saint-Jean, récipiendaire de la croix de fer de 2e classe, de l'Ordre royal de la Couronne prussienne de 2e classe, de la croix de commandeur de 2e classe de l'Ordre royal de Wurtemberg de Frédéric.
À partir de 1893, il est député du Reichstag pour la 7e circonscription électorale de Königsberg et du Parti conservateur allemand. À partir de 1890, il est également membre de la chambre des seigneurs de Prusse, ses mandats prennent fin avec sa mort.

## Famille
Ses parents sont Carl Ludwig zu Dohna-Schlodien, (né le 29 septembre 1814 et mort le 3 avril 1890) et sa femme Anna von Auerswald (née le 27 juin 1820 et morte le 3 juillet 1878), fille de Rudolf von Auerswald. Adolf se marie le 22 juillet 1868 à Gallingen la comtesse Clara zu Eulenburg (de) (née le 1er janvier 1849 et morte le 29/30 avril 1924). Le couple a les enfants suivants :
- Carl Ludwig Alexander Erdmann (né le 12 juin 1869 et mort le 4 janvier 1919)

marié le 17 novembre 1892 (divorcé en 1898) avec Anna von Kries (née le 27 octobre 1871 et morte le 5 mars 1964)
marié le 18 décembre 1905 avec Alexandrine Eugénie Hélène von Hahn (de) (née le 3 août 1873 et morte le 6 juin 1936)
- Ursule (née le 9 juin 1870 et morte le 14 novembre 1870)
- Freda Marie (née le 21 avril 1873 et morte le 18 juin 1959) mariée le 16 mai 1894 avec le comte Guillaume von Rothenburg (né le 16 novembre 1861 et mort le 17 février 1929) (fils de Constantin von Hohenzollern-Hechingen)
- Freda Sophie Adelheid (née le 5 juin 1874 et morte le 21 septembre 1945)
- Freda Julie Ernestine Caroline Barbara (née le 28 mai 1875 et morte le 7 janvier 1941)